# Jan van Rijckenborgh
Jan van Rijckenborgh (Haarlem, 16 de octubre de 1896 - 17 de julio de 1968) fue un místico y guía espiritual neerlandés, cofundador ―junto a Catharose de Petri (1902-1990)―, del Lectorium Rosicrucianum, la Escuela Internacional de la Rosacruz Áurea.

## Vida
Jan van Rijckenborgh nació en 1896 en Haarlem (Holanda), bajo el nombre de Jan Leene. Ya desde una edad temprana mostró un pronunciado sentido de la justicia que le condujo a buscar la religión. La inmensa diferencia entre fe eclesial y práctica de vida, que el joven Jan Leene percibió tan a menudo en teólogos y creyentes, le distanció de la Iglesia Reformada a la que pertenecían sus padres.
Encontró fuertes motivaciones en los testimonios de un predicador reformado, el catedrático Arnold Hendrik de Hartog (1879-1938). De Hartog se basaba en las ideas de Jakob Böhme, cuyo concepto hermético de los dos órdenes de naturaleza inspiró también a Van Rijckenborgh y fue determinante en su orientación espiritual

## Raíces espirituales
La búsqueda espiritual emprendida junto a su hermano Zwier Willem Leene (1892-1938) condujo a Jan Leene a la sección holandesa de la Fraternidad Rosacruz de Max Heindel. En 1924 ingresó en dicha asociación y tres años después, en 1927, asumió su dirección. En el año 1924 también tuvo lugar su enlace matrimonial con Johanna Ames, de cuyo matrimonio nacieron dos hijos.
En esa época, los hermanos Leene se dedicaron a estudiar en profundidad los textos de Madame Blavatsky, Max Heindel y Rudolf Steiner, los Manifiestos rosacruces, así como los escritos de Comenio y Paracelso. Estas corrientes espirituales constituyeron, junto a las obras de Jakob Böhme, las raíces espirituales de su futuro desarrollo.
En la Nochebuena de 1930, Henriette Stok-Huizer (1902-1990) conoció a los hermanos Leene y se unió a ellos en un “peregrinaje metódico” conjunto. Más tarde, la señora Stok-Huizer adoptó el nombre espiritual de Catharose de Petri. En 1935 los tres abandonaron la Fraternidad Rosacruz y juntos fundaron en Haarlem la futura Escuela Internacional de la Rosacruz Áurea, el Lectorium Rosicrucianum.
Sobre su actitud de cara a su tarea y sus motivos, Jan van Rijckenborgh escribió:

Llevamos a cabo un peregrinaje metódico bien meditado. No queremos morir más y no queremos vivir. Ya no queremos encontrarnos en ningún sitio, en ninguna esfera de este orden de naturaleza... Hemos descubierto que ésta es una naturaleza de la muerte... Por tanto estábamos obligados a profundizar, objetivamente y desoyendo las instrucciones de la autoridades, en el Tao de la Antigüedad... La investigación demostró claramente, que además de este orden de naturaleza existe un Reino Original, un Reino muy al exterior de la región nirvánica, un Reino que se disocia muy enérgicamente de esta naturaleza y sus dos esferas...
Jan van Rijckenborgh

En esta cita se observa claramente el mensaje gnóstico de Jan van Rijckenborgh, que se convirtió en elemento nuclear de su particular concreción de la Enseñanza Rosacruz para el siglo XX. La orientación inequívoca y el puro ardor, con los que supo trasladar este mensaje en innumerables alocuciones, inspiraron y dinamizaron a todos sus oyentes. Pero, por encima de todo, Jan van Rijckenborgh puso continuamente de relieve la importancia de la realización: “No es la Filosofía lo que libera, sino sólo el Acto.” 

## Encuentro con Jiddu Krishnamurti
En un terreno próximo a la localidad de Doornspijk (Holanda), tenía lugar en los veranos la llamada Escuela de Verano para los miembros de la Escuela de la Rosacruz. En ella participaban cientos de visitantes y aumentaban cada año.
Durante la Escuela de Verano del año 1933 se llegó a tomar contacto con Jiddu Krishnamurti. En la revista Het Rozekruis, Jan van Rijckenborgh escribió acerca de este encuentro:

La Filosofía de la Rosacruz se confirma en la Enseñanza de Krishnamurti. Su sistema de liberación es sin duda diferente y por ello va dirigido a personas diferentes de las que nosotros queremos contactar en este momento. Pero creemos que en el futuro ambos desarrollos podrían llegar a unirse.
Jan van Rijckenborgh

## Comienzo del trabajo internacional
En el año 1935 se fundó en Düsseldorf (Alemania) la Federación Internacional de la Fraternidad Rosacruz. Personas de doce países se afiliaron a la asociación, llevando a cabo un trabajo espiritual en unos cuarenta centros.
En 1938 falleció Zwier Willem Leene, el más fogoso y dinámico de los hermanos Leene. En su lecho de muerte arrancó, del hasta ese momento reservado y reflexivo Jan, la promesa de continuar el trabajo comenzado. Jan Leene no solo prosiguió esta tarea, sino que la convirtió en la misión de su vida, obra que con enorme esfuerzo completó, junto a Catharose de Petri, en calidad de gran maestro del Lectorium Rosicrucianum.

## La Escuela Rosacruz durante y después de la Segunda Guerra Mundial
Desde 1940, en los años de la Segunda Guerra Mundial (1938-1945), la Escuela Rosacruz fue cerrada por las fuerzas alemanas de ocupación en los Países Bajos y prohibieron todas sus actividades. No obstante, durante ese tiempo el trabajo de la escuela no se detuvo ni un segundo, continuando su labor en la clandestinidad. Jan van Rijckenborgh, durante esos años, se sumergió en el estudio del Corpus herméticum (las enseñanzas de Hermes Trismegisto) y los escritos de los maniqueos y otros grupos gnósticos, y profundizó en la historia de los cátaros. Además escribió el libro Dei Gloria Intacta en el que se expresan las bases de la Enseñanza gnóstica de la Rosacruz para el siglo XX.
Inmediatamente después de la Segunda Guerra Mundial, los Grandes Maestros pusieron la atención en la nueva era, con el firme convencimiento de que la humanidad entera sería asida por un poderoso cambio atmosférico en el que todos los hombres serían confrontados con la vocación divina que llevan en su interior.
En 1946 la Escuela adquirió un terreno en Lage Vuursche (Holanda), donde en el transcurso de los cinco años siguientes se erigió el primer Centro de Conferencias. En años sucesivos, a un ritmo creciente, se fundaron más Centros de Conferencias en Alemania y Europa del Oeste y del Este, y también en Brasil, donde la Escuela había arraigado ya antes de la Segunda Guerra Mundial.

## La herencia de los cátaros
Jan van Rijckenborgh y Catharose de Petri se sentían espiritualmente muy vinculados con la epopeya de los cátaros. Etéricamente buscaban en las grutas de Ussat-Ornolac, en el valle del Ariège en el Sur de Francia, el contacto con el espíritu que había vivificado y guiado a los cátaros siete u ocho siglos antes.
A partir de 1946 viajaron en varias ocasiones al sur de Francia en busca de las huellas que todavía quedaran del catarismo. En 1956, Jan van Rijckenborgh y Catharose de Petri conocieron a Antonin Gadal (1877-1962), quien se dio a conocer como el último patriarca de los cátaros en una cadena de tradición que se extiende a lo largo de los siglos.
La asociación con el señor Gadal fue crucial para el desarrollo interior de Catharose de Petri y de Jan van Rijckenborgh y, por tanto, de la Escuela Espiritual y de sus alumnos, ya que este encuentro condujo a una estrecha unión con la herencia espiritual de la Fraternidad de los Cátaros, orden a la que Antonin Gadal dedicó toda su vida desvelando su vertiente más espiritual y la verdad de su tergiversada y desconocida historia.

## Obra literaria
Jan van Rijckenborgh redactó sus primeros escritos con el seudónimo de John Twine. Con la elección de este seudónimo expresaba que era un hombre juanista, un hombre que preparaba el camino para el hombre crístico. El apellido Twine simboliza los dos aspectos presentes en todo ser humano: el elemento divino, que anhela su liberación, y el elemento terrestre, el alma natural. En 1940 Jan Leene adoptó el nombre espiritual Jan van Rijckenborgh.
En la Biblioteca Británica de Londres, Jan van Rijckenborgh se topó con una obra en versión inglesa de Johann Valentin Andreæ, Reipublicae christianopolitanæ descriptio. En 1939 escribió un Comentario sobre este documento que publicó, junto con su traducción del texto al holandés, con el título de Christianopolis. Luego, también tradujo al holandés los manifiestos rosacruces: Fama fraternitatis, Confessio fraternitatis y Las bodas alquímicas de Christian Rosacruz. En estos escritos descubrió lo que a él le conmovía: la llamada a una reforma global que, ante todo, tendría como objetivo un cambio fundamental en el propio hombre.
Los aproximadamente 40 escritos que legó a la humanidad, algunos de ellos redactados junto con Catharose de Petri, suponen un amplio tesoro de indicaciones y ayudas para los que, sobre la senda gnóstica, buscan la verdad y la liberación espiritual.

## Obras en español
- Nueva Llamada (Een nieuwe roep)- 1990 - Ediciones del Lectorium Rosicrucianum S.A (ISBN 84-87055-13-3).
- El Remedio Universal (Het Universele Geneesmiddel) - 1995 - Ediciones del Lectorium Rosicrucianum S.A (ISBN 84-87055-25-7).
- Dei Gloria Intacta - 1990 - Editorial Fundación Rosacruz 1990
- Enseñanza Elemental de la Rosacruz Moderna - Editorial Fundación Rosacruz 
- La Fraternidad de Shambala - 1990 - Editorial Fundación Rosacruz - Obra escrita por Jan Van Rijckenborgh y Catharose de Petri
- El Misterio de las Bienaventuranzas - 1992 - Editorial Fundación Rosacruz
- La Gnosis Universal - 1996 - Editorial Fundación Rosacruz - Obra escrita por Jan Van Rijckenborgh y Catharose de Petri
- El Hombre Nuevo - 1989 - Editorial Fundación Rosacruz 
- La Gnosis en su manifestación actual - 1989 - Editorial Fundación Rosacruz 
- La Nueva Señal - 1993 - Editorial Fundación Rosacruz - Obra escrita por Jan Van Rijckenborgh y Catharose de Petri
- No hay espacio vacío - 1992 - Editorial Fundación Rosacruz
- El Testimonio de la Fraternidad Rosacruz - Editorial Fundación Rosacruz
- La Gnosis Egipcia Original (Tomo I, II, III y IV) - Editorial Fundación Rosacruz 
- La Llamada de la Fraternidad Rosacruz - Editorial Fundación Rosacruz
- La Luz del Mundo - Editorial Fundación Rosacruz
- Las bodas alquímicas de Christian Rosacruz Tomo (I y II) - Editorial Fundación Rosacruz
- El Nychthemeron de Apolonio de Tiana - Editorial Fundación Rosacruz 
- La Gnosis China - Editorial Fundación Rosacruz - Obra escrita por Jan Van Rijckenborgh y Catharose de Petri
- El Amanecer de Acuario - Esta obra es un recopilatorio de alocuciones - Editorial Fundación Rosacruz - Obra escrita por Jan Van Rijckenborgh y Catharose de Petri

## Testimonios auténticos
La mayor parte de sus libros están compuestos por guiones de las alocuciones que iban dirigidas a los alumnos del Lectorium rosicrucianum en los años cincuenta y sesenta del siglo XX. Jan van Rijckenborgh utilizó un lenguaje directo e inmediato, cuya caracterización hay que interpretarla también con el trasfondo de la época de la postguerra en la que transcurrió parte de su vida. Con términos ilustrativos, a veces también drásticos, trató de arrastrar y hacer reaccionar a sus oyentes. Por ello, sus libros no han de ser entendidos como un tratado de ciencias filosóficas, sino como auténticos testimonios orales. Más allá de la impronta temporal, en ellos vibra el fuego inmutable de la gnosis.

## Críticas
Se le critica su falta de precisión profética, especialmente en su obra El desenmascaramiento, donde entre otras profecías vaticina la llegada de Jesús ―a la que él llama «la gran farsa»― para principios de los años noventa.

## Balance de su vida
Jan van Rijckenborgh trabajó incansablemente en la expansión mundial de la Enseñanza Rosacruz gnóstica y en la construcción de la Escuela Espiritual, cuya misión es mostrar al buscador de hoy un Camino de elevación espiritual y acompañarle en ese Camino. Por ello, la denominación “Escuela Espiritual” no es casual. Jan van Rijckenborgh no se cansó nunca de llevar a la consciencia de sus oyentes la verdadera meta del devenir humano: la unión del Alma renacida con el Espíritu original. A la hora de su muerte, en 1968, pudo divisar un quehacer fructífero y pleno de consecuciones, dejando tras de sí una organización fuerte, viva y en crecimiento, que estaba perfectamente preparada para su cometido.
Después de su fallecimiento comenzó un periodo muy difícil con ocasión de su sucesión en la organización. Fue Catharose de Petri la que, con una orientación inequívoca hacia el cometido gnóstico, mantuvo y perfeccionó la obra espiritual de Jan van Rijckenborgh. Con ello se vio claramente que, con vistas al nuevo período que ahora despuntaba a finales del siglo XX, la Dirección Espiritual ya no podía ser encomendada a una sola persona. Por ello, ya en 1970, Catharose de Petri depositó la responsabilidad de la Dirección Espiritual Internacional en manos de un Collegium formado por varios alumnos. Cuando fue necesario, ella, en su calidad de Gran Maestra, siguió apoyando a este Collegium con su sabiduría y consejos, hasta su muerte en 1990.
Al igual que Jan van Rijckenborgh se comprometió ante su hermano, y sobre todo ante la Gnosis, a continuar la Obra, el Lectorium Rosicrucianum también prosigue en la actualidad el trabajo emprendido, estando presente en los principales países de Europa, América del Norte y del Sur, Australia, Nueva Zelanda y parte de África.

## Libertad individual - Comunidad
En todos estos años el trabajo de Jan van Rijckenborgh estuvo imbuido de una verdad elemental: solo en la libertad de la propia autonomía y en unión con otros puede el hombre restablecer el estado original de Unidad con su origen divino.
En una alocución dirigida a un grupo de jóvenes rosacruces, dijo:
“Si te vuelves dependiente de mi concepto de la vida, si diriges el barco de tu vida hacia el rumbo que yo he elegido, entonces eres un aprendiz negativo, y un aprendiz negativo nunca puede ser un maestro, un maestro en autonomía. Tienes que llegar a una decisión independiente, y mi concepto de las cosas no puede y no debe ser esencial para ti, como tampoco deben ser determinantes para ti las opiniones y decisiones vitales de tus padres o amigos...
¿Quiero yo borrar de un manotazo todo lo que algunos han significado y siguen significando para ti? ¡No! Quiero decir que sus consejos solo significan algo cuando tú percibes en esos consejos un parentesco espiritual, cuando tú, desde dentro hacia afuera, los reconoces como la luz de un faro en medio de la más oscura noche. Existen ideas, fuerzas, tensiones que tú, en medio del impetuoso torbellino de los tiempos, puedes reconocer, con las que tú te sientes emparentado inmediatamente y que te transmiten el sentimiento de que ya te has encontrado con ellas en un pasado más remoto. Eso es el parentesco espiritual… Su reconocimiento puede a veces ser muy sencillo. Recuerdo que yo descubrí mi parentesco espiritual con la simple lectura de un nombre… La Verdad nos enseña que Cristo está unido a nuestro ser sanguíneo y que verdaderamente nadie puede sustraerse a ello. ¡Si queremos caminar con Él, entonces camina Él con nosotros!"